# Rolls-Royce Turbomeca
Rolls-Royce Turbomeca (RRTM) est une coentreprise fondée en 2006 par le fabricant de moteur d'avions britanniques Rolls-Royce plc et par Safran Helicopter Engines, une entreprise française de turbomoteurs (appelée avant 2016 Turbomeca).

## Histoire
Les deux entreprises avaient déjà collaboré, notamment sur le Rolls-Royce Turbomeca Adour dans les années 60, un turboréacteur militaire, utilisé par le SEPECAT Jaguar. Le moteur sera aussi adapté sur d'autres modèles, comme le McDonnell Douglas T-45 Goshawk ou le Mitsubishi T-2, portant ainsi le nombre total de moteurs produits à plus de 2 800 unités. Ce nombre exceptionnel de ventes garantira de nombreux contrats à Turbomeca, qui lui permettront de développer de nouvelles usines, comme celle de Tarnos en 1965. 
Le but principal de RRTM est aujourd'hui la production du moteur Rolls-Royce Turbomeca RTM322, à destination d'hélicoptères militaires, comme l'AgustaWestland Apache, l’AgustaWestland EH101 Merlin ou le NHIndustries NH90. Le 2 septembre 2013, Safran a cependant racheté les parts de Rolls-Royce dans l'entreprise pour 293 M€, en négociant son départ progressif des activités dans les années qui suivirent.

## Productions
- Rolls-Royce Turbomeca Adour
- Rolls-Royce Turbomeca RTM322